# Croteam

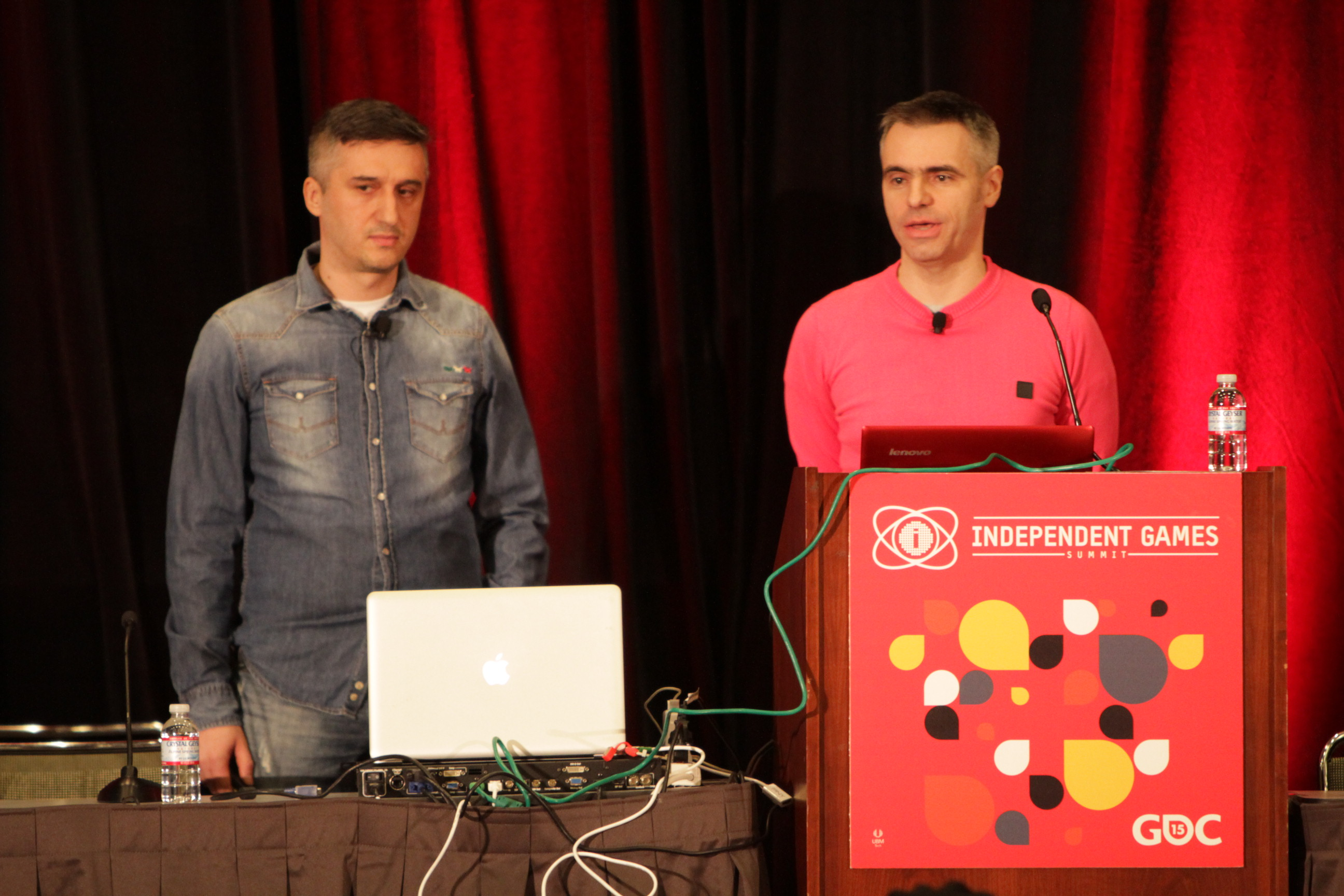
Il direttore dell'ufficio creativo Davor Hunski (a sinistra) e il direttore tecnico Alen Ladavac (a destra) alla Game Developers Conference del 2015

La Croteam è una casa di sviluppo software situata a Zagabria, fondata nel 1993, inizialmente come sviluppatrice di "giochi da garage".
Il loro primo gioco, Football Glory, un gioco di calcio generico, diventò conosciuto dopo che Sensible Software minacciò gli sviluppatori croati di andare a trattare la faccenda per vie legali, in quanto sembrava che ci fossero molte qualità simili tra i due giochi. Dopo l'azione legale Croteam smise di lavorare su Football Glory.
Anche se il gameplay era meno ricco, Football Glory aveva più mosse del gioco di Sensible e una componente umoristica. Il gioco venne distribuito per MS-DOS e Amiga.
Dopo una lunga pausa, Croteam ritornò sulla scena con Serious Sam: The First Encounter nel 2001, seguito da Serious Sam: The Second Encounter nel 2002. Entrambi i giochi usano il Serious Engine 1 , un motore grafico sviluppato da Croteam stesso (precedentemente chiamato S-Cape3D durante lo sviluppo del gioco) per evitare i costi dall'acquisto di altri motori grafici, anche molto costosi, presenti nel tempo (Build, Quake Engine, Unreal Engine o GoldSrc) ed eventualmente superarli per qualità e performance.
Serious Engine 1 è talmente ottimizzato che è in grado di disegnare effetti visivi unici (portali, specchi, nebbia, lens flare), livelli a lunga distanza e centinaia di nemici in simultanea sullo schermo, anche con i computer meno potenti.
Croteam ha sviluppato in seguito Serious Sam II, distribuito l'11 ottobre 2005, e nel 24 novembre 2009 Serious Sam HD, remake fedele del primo capitolo della serie.

## Giochi noti
- Football Glory
- Save the Earth
- Inordinate Desire
- Five A-Side Soccer
- Serious Sam: The First Encounter
- Serious Sam: The Second Encounter
- Serious Sam Next Encounter
- Serious Sam (XBOX)
- Serious Sam Advance
- Serious Sam II
- Serious Sam HD: The First Encounter
- Serious Sam HD: The Second Encounter
- Serious Sam Double D
- Serious Sam 3: BFE
- The Talos Principle[1]
- Serious Sam 4
- The Talos Principle 2